# Lexus LFA
Lexus LFA је спортски ауто произведен од стране лексуса, као део луксузног ауто огранка Тојоте. Производња је почела у раној 2000. години ( под кодним именом TXS ). Три концепт аутомобила су представљена на Северноамеричком међународном сајму аутомобила. Први концепт је био премијерно приказан 2005. године, затим испраћен 2007. године са другим концептом који је имао мало лепше урађен ентеријер и екстеријер. Трећи концепт LF-A је имао више спортски изглед и представњен је 2008. године.
Акио Тојода, власник дела компаније Тојота мотор је видео LFA као прилику да буде икона бренда Лексус.
Lexsus LFA има V10 мотор са 412 kW и произведен је у сарадњи са Yamahom ексклузивно само за LFA. Тело аутомобила је направљено од полимер ојачаних угљених влакана. LFA је кренуо у производњу 2010 године и уједно је један од најскупљих јапанских аутомобила икада произведених. Производња се завршила у децембру 2012. године са 500 аутомобила произведених.

## Развој

### 2000-2004
Спортски ауто LF-A је почео развој под кодним именом TXS, чији је цињ био да покаже перформанце компаније Тојота мотор и њиховог бренда Лексус. Први прототип је направљен у јуну 2003. године. Прототипи LF-A редовно су били тестирани на стази нирбуроринг познатој тркачкој стази у граду Нирбургу, Немачка.

### 2005-2006
У јануару 2005. први концепт LF-A је представљен на Северноамеричком међународном сајму аутомобила у Детроиту. Концепт је имао кров направљен од стакла и камере уграђене у ретровизор. На задњем бранику је имао три ауспуха обликована тако да изгледају као троугао док су фелне биле направљене у облику турбина. Због великог интересовања публике развој аутомобила се наставио са могућим планом производње.

### 2007-2008
Пратећи оригинални LF-A концепт, развој се продужио више него очекивано због замене алуминијумског тела аутомобила, са полимер ојачаним угљеним влакнима ради бољег баланса и тежине аутомобила. Спомињано је да је LF-A користио инжењерске податке Тојотиног Формула 1 тима. Планирана је и хибридна верзија LF-A са V8 мотором.
У јануару 2008. године Лексус је приказао своју родстер верзију LF-A концепта на Северноаметичком међународном сајму аутомобила. Овај концепт су назвали LF-AR ili LF-A родстер. Оригиналне спецификације аутомобила су биле V10 мотор са максималном брзином преко 322 km/h и снагом од 373 kW.

### 2009
Августа 2009. године, власник Тојоте , Акио Тојода званично је потврдио производњу LF-A на његовом говору који је држао у Ценру за ауто-мото истраживање. Очекивало се да ауто има V10 мотор што би га ставило у конкуренцију са Ламборгинијем Галардом, Фераријем Ф430 и Поршеом 911 (977).
Два Lexus LFA прототипа су се такмичила на трци издржљивости у Нурбурорингу .
Због пуно новца који је био потребан да се један ауто произведе, аналитичари нису очекивали да ће се производња овог аута исплатити . Ипак то и није био циљ Лексуса, они су желели да поставе нове границе у развоју технологије аутомобила са својим LFA.

## Производња
Лексус је почео да узима поруџбине 23. октобра 2009. године. Купци су били ручно бирани половином 2010. године. Производња је почела 2010 године са планом да само 500 аутомобила буде произведено. Сваки купац је могао сам да бира како је желео да његов ауто изгледа. Лексус је направио посебан LFA сајт за конфигурацију аутомобила где је било могуће одабрати боју ентеријера и екстеријера,кочних дискова, кожу волана и других изгледа ентеријера. Укупно је било 30 милиона комбинација. Сваки ауто је посебно прављен са посебним инжењерским тимом задуженим само за тај ауто.
Сваки LFA V10 мотор је имао посебан потпис специјалисте који га је направио. Због тога што су се само по 20 аутомобила месечно правила, производња се продужила од децембра 2010 до децембра 2012. године. Производња се завршила 14. децембра 2012 године. где је последњи ауто направљен у потпуно белом дизајну и са Нурбороринг пакетом. Када се производња завршила Лексус није најавио ниједног наследника за LFA.

## Мото-спорт

### 2008
Lexus LF-A прототип је пријављен за трку на Нурборорингу 2008. године. Ауто је трку завршио на седамдесетседмом месту, пет кругова иза водећег тима, али су били први тим у својој класи. Испред Поршеа 997 и Астон мартин вантиџа који нису завршили трку. Учествовали су на трци 24 сата Нурбороринг 24/25. маја 2008. године, са четири Јапанска тркачка возача укључујући и Акира Лида који је водио тим. Ауто је био у судару пре самог почетка трке и брзо је био поправљен да би стартовао трку као 27. од 223 тркача. Трку су завршили на 7. месту у SP8 класи, а на 121. месту у односу на све тркаче. 

### 2009
Априла 2009. године LF-A и Лексус IS F прототип су учествовали у трци издржљивости VLN. Завршили су на првом и другом месту пошто Галардо, Корвета и Ауди R8 нису завршили трку. Поред победе на VLN трци Лексус је побољшао своје најбрже време на стази. Поред тога Лексус је накнадно био укључен и у трци на 24h нурбороринг како би скупили информације за њихову коначну верзију аутомобила који је требао да буде пуштен у продају.

### 2010
Lexus/Gazoo је поново учествовао на 24. сата Нурбороринга, у класи SP8 где су победили. Завршили су 18. укупно од свих возила на стази и укупно су одвезли 142. круга. Ауто са бројем 50 и своја четири Јапанска возача поставио је најбржи круг који је био 20 секунди спорији од топ 10 возача.
Главни тест возач и инжењер Хирому Нарусе који је обучавао LFA тркачки тим преминуо је у трагичном инциденту јуна 23. 2010. године. Према полицијским истраживањима његов ауто је нагло и неочекивано скренуо у супротан смер где је ударио у BMW 3 серије близу стазе Нурбороринг. BMW је такође био тест ауто.

### Нурбороринг Пакет
Марта 2010. године Лексус је објавио тркачку верзију LFA. Ова варијанта се званично звала LFA Нурбороринг пакет. Тестирана је јуна 2011. године, возио га је Акира Лида. Ауто је поставио 10. најбрже време за продукционо возило. LFA је постигао максималну брзину од 292 km/h на последњем правцу. То је уједно и најбржа максимална брзина достигнута на том делу стазе.

## Модерна култура

### Гејминг
Први LF-A концепт се појавио у игрици Паклене улице. Поред те игрице LF-A се појављује у Форзи хорајзон 1,2,3 и 4, форза моторспорт 4,5 и 6. у гранд туризмо 5 за  PlayStation 3. LFA се појављује и у игрицама Need for Speed.

### Топ Гир
Lexus LFA се појављује у епизодама Топ Гира. У епизоди седам сезоне 14 Ричард Хамонд је тестирао ауто. Касније у тој истој епизоди Lexus LFA је поставио најбржи круг на мокрој Топ Гир стази. У епизоди два сезоне 19 Џереми Кларксон је рекао да је Lexus LFA најбољи ауто који је икада возио и да ако може да одабере било који ауто који је икада направљен он би одабра тамно плавог Lexsus-a LFA. Поред тога Lexus LFA се појављује и у епизоди шест сезоне 22.

### Филм
Ауто је могао на тренутак да се види у филму Паклене улице 5 где га је возио Сунг Канг који је глумио улогу Хан Лу. Ауто је вожен на Немачком Аутобану на путу ка Берлину.
LFA се на тренутак појављује у комедији Девет живота, где га је Кевин Спејси возио.